# Biotropica
Biotropica оглядовий науковий журнал випускається видавництвом Wiley-Blackwell на паях з Association for Tropical Biology & Conservation. Публікуються статті, присвячені оригінальним дослідженням в галузі екології, охорони природи і управління тропічними екосистемами, а також еволюції, поведінці i популяційній біології тропічних організмів.
Згідно з висновком Journal Citation Reports, Імпакт-фактор журналу в 2011 дорівнював 2.229.
Журнал було засновано в 1966 р., нині відповідальним редактором є Emilio Bruna (2013-понині). Попередніми редакторами були: J. Robert Hunter (1966—1967), William Stern (1968—1972), Michael Emsley (1973—1982), E. Raymond Heithaus (1983—1996), Robert J. Marquis (1997—2003), Robin L. Chazdon (2004—2005) та Jaboury Ghazoul (2006—2013).

## Типи статей
Biotropica публікує статті в 4 категоріях:
- Узагальнення: Короткі і повнорозмірні оригінальні статті
- Статті: Великі дослідницькі статті
- Огляди: Великі синтетичні статті
- Коментарі: Думки чи дискусійні статті
- Щорічна нагорода за значні досягнення в галузі тропічної біології і охорони природи

## Ресурси Інтернету
- https://web.archive.org/web/20110414062707/http://www.wiley.com/bw/journal.asp?ref=0006-3606— офіційний сайт журналу.
- Association for Tropical Biology & Conservation [Архівовано 19 травня 2017 у Wayback Machine.]